# Jakob Bernhard Haas
Jakob Bernhard Haas (* 14. Februar 1753 in Biberach an der Riß; † 1828) war ein deutscher Messinstrumentenbauer und Erfinder, der zunächst in London und ab 1800 in Lissabon für die portugiesische Marine arbeitete.

## Leben

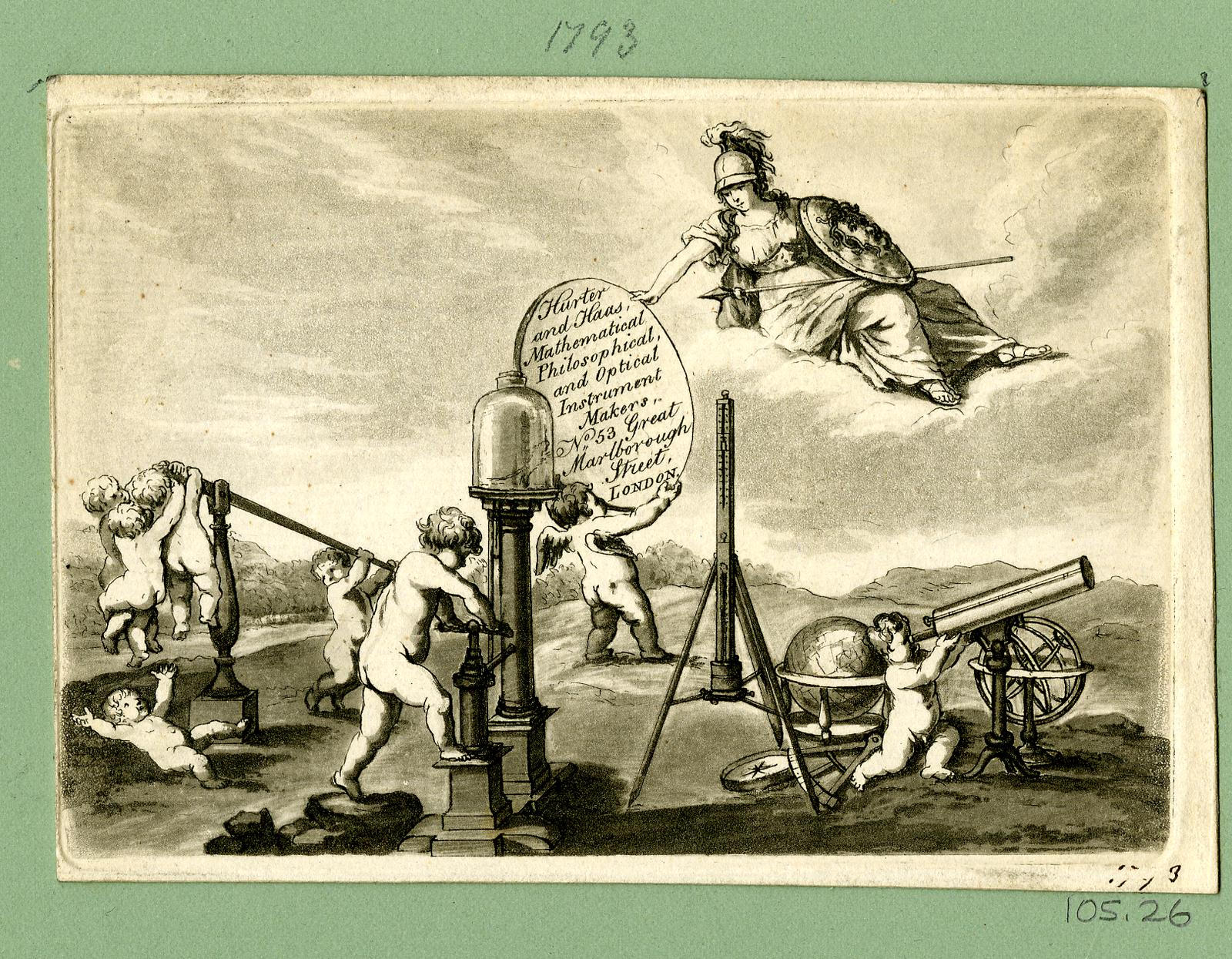
Handelskarte (trade card) der Firma Hurter and Haas, British Museum: Die Karte zeigt in Form einer allegorischen Szene, über der die Göttin Athene als Schutzherrin der Kunst und Wissenschaften sowie des Handwerks schwebt, eine von Putti vorgeführte Kollektion von Instrumenten der Firma. Im Vordergrund bedient ein Putto die von Hurter and Haas entwickelte „Luftpumpe“.

Wie sein älterer Bruder Georg Ludwig (1751–1826), der Spezereihändler in Bristol war, und sein jüngerer Bruder Carl Friedrich (1759–?), der als Mechanicus nach London zog, wanderte auch Jakob Bernhard Haas ins Königreich Großbritannien aus.
Nach einer Lehre bei dem Instrumentenbauer Jesse Ramsden in London wurde er um 1787 Mitarbeiter bei dem arrivierten Schweizer Emaillekünstler Johann Heinrich Hurter, der sich seit etwa 1786 verstärkt mit dem Instrumentenbau beschäftigte und 1787 hierzu in London eine eigene Manufaktur gründete. Bereits 1783 hatte Haas ein Patent für eine verbesserte „air-pump“ erhalten. Über diese Erfindung, die eine Weiterentwicklung der „Luftpumpe“ von John Smeaton darstellt, berichtete Georg Christoph Lichtenberg im Jahr 1785. Als die Schriftstellerin Sophie von La Roche Hurters „Fabrik“ besuchte, empfand sie Haas dort als „nachdenkenden, für die Physik und Mathematik gebohrenen“ Mann.
Um 1792 wurde Haas Hurters Geschäftspartner. Die gemeinsame Firma Hurter and Haas, Mechanical Philosophical, and Optical Instrument Makers, hatte in № 53 Great Marlborough Street ihren Sitz und bestand bis 1795. Wissenschaftler wie Horace-Bénédict de Saussure, Johann Georg Tralles und Alexander von Humboldt verwendeten Geräte der Firma. In Bern lieferte sie verschiedene astronomische Geräte an die Hohe Schule, die spätere Universität Bern. Besondere Aufmerksamkeit fand eine von Hurter and Haas verbesserte „Luftpumpe“.
Die Zusammenarbeit mit Hurter endete mit dessen Rückzug aus dem Londoner Geschäft. Am 23. Dezember 1795 wurde der umfangreiche Instrumentenbestand der Firma daher bei Christie’s versteigert. Danach eröffnete Haas eine eigene Werkstatt im Londoner Stadtteil Soho. Dort wurde der Mechaniker Wilhelm Gottlob Benjamin Baumann (1772–1849), der ebenfalls bei Ramsden gearbeitet hatte, sein Mitarbeiter. Unter anderem beschäftigten sie sich mit der Weiterentwicklung der „Luftpumpe“. Als Baumann 1798 London verlassen hatte, nahm Haas ein Angebot der portugiesischen Marine an und zog im Jahr 1800 nach Lissabon, wo er eine Werkstatt für Instrumentenbau eröffnete, die sein Sohn Johann Friedrich (João Frederico) Haas wohl noch bis 1865 fortführte.